# Отделение № 3 совхоза «Динамо»
Отделение № 3 совхоза «Динамо», Посёлок 3-го отделения совхоза «Динамо» — обезлюдевший посёлок в Нехаевском районе Волгоградской области, в составе Динамовского сельского поселения.

## История
Посёлок 3-го отделения совхоза «Динамо» впервые упоминается в Алфавитном списке населенных пунктов по районам Сталинградской области на 1939 год. Совхоз «Динамо» был организован в 1929 году Московским заводом Динамо.
В архиве Волгоградской области сохранились сведения о переименовании в 1964 году посёлка отделения № 3 совхоза «Динамо» Динамовского сельсовета в посёлок Граковский, однако в справочнике по состоянию на 1989 год населённый пункт значится за прежним наименованием. На листе M-37 (Б) топографических карт СССР 1989 года издания посёлок обозначен под названием Светлые Пруды
В соответствии с Законом Волгоградской области от 24 декабря 2004 года № 977-ОД «Об установлении границ и наделении статусом Нехаевского района и муниципальных образований в его составе», хутор вошёл в состав образованного Кругловского сельского поселения.

## География
Расположен в северо-западной части региона, примерно в 35 км юго-западнее районного центра — станицы Нехаевской.

## Население
Динамика численности населения по годам:
| 2002 | 2010 |
| ---- | ---- |
| 0    | 0    |

## Инфраструктура
Было развито сельское хозяйство, действовало отделение совхоза «Динамо».

## Транспорт
Просёлочные дороги.